# Killing Veerappan
Killing Veerappan è un film del 2016 diretto da Ram Gopal Varma.

## Colonna sonora
1. Shiva Rajkumar – Hayya Hayya (The Power of Shiva) – 4:49
2. Rajashekar – Vadhayo Vadhayo – 1:33
3. Puneeth Rajkumar – Spot Spot – 3:09
4. Indu Nagaraj – Hayya Hayya (Women Power) – 4:42
5. Geetha Madhuri – Rakthava Kudiyo – 2:34